# Шульц, Фридрих Иоахим Христофор
Фридрих Иоахим Христофор Шульц (нем. Joachim Christoph Friedrich Schulz ; 1762—1798) — немецкий писатель и переводчик.

## Биография
Фридрих Шульц родился 1 января 1762 года в Магдебурге в семье винокура. Строгое обращение отца не смогло удержать живой нрав ребёнка, и на десятом году Шульц покинул родительский дом, намереваясь стать актёром; вскоре, однако, он вернулся на родину, обучался некоторое время в местной гимназии (Lieben-Frauenschule), причём сделал большие успехи во французском языке, и в 1779 году без всяких средств, в надежде исключительно на свои силы и способности, отправился в Галле.
Приблизительно в то же время его отец уехал в Ост-Индию и пропал без вести, поэтому молодому Шульцу, поступившему в Галльский университет, приходилось существовать исключительно на свой скудный заработок от переводов и небольшую поддержку товарищей. Когда же года через полтора и эти источники иссякли, Шульц вместе с своим земляком Бреннеке, находившимся в похожих условиях, отправился искать приключений. Они прибыли в Дрезден и поступили здесь в театральную труппу Кеппе, но вскоре изменили свои планы и отказались от дебюта. Бреннеке поступил на военную службу, а Шульц решил испытать свои силы в литературе.
Первый опыт Фридриха Иоахима Христофора Шульца на литературном поприще — роман «Karl Treumann und Wilhelmine Rosenield» (1781 год) был написан в сентиментальном духе, но вскоре молодой автор перешёл к более реальному направлению и в том же 1781 году написал свой первый юмористический роман «Ferdinand von Löwenhain». Вслед за первыми опытами последовали новые произведения («Fritz, oder Geschichte eines Belletristen», «Leben und Tod des Dichters Firlifimini», «Liebschaften König Augusts von Polen»…) и писательский доход Шульца возрос настолько, что в период с 1784 по 1788 год он мог предпринять ряд путешествий по Германии.
Фридрих Иоахим Христофор Шульц жил попеременно в Берлине и Вене, чаще всего, однако, бывал в Веймаре, где приобрел много друзей. Особенно благотворное влияние на порывистую натуру молодого писателя имел Боде, которого сам Шульц впоследствии называл «душой всех своих поступков». Дружба с Боде была наиболее плодотворным временем литературной деятельности Шульца.
Ф. Шульц много писал, состоя постоянным сотрудником журнала «Deutscher Merkur», где, впервые были напечатаны его лучшие произведения, романы «Moritz» (1783) и «Leopoldine» (1787), печатал описания своих путешествий («Kleine Wanderungen durch Deutschland», «Literarische Reisen durch Deutschland» и др.), обрабатывал французские и английские сюжеты для немецких читателей, переводил с французского и итальянского, пробовал свои силы в историческом повествовании («Friedrich der Grosse. Versuch eines historischen Gemäldes» 1786—1787; «Sammlung unpartheyischer Schriften über die holländischen Unruhen», 1787; «Neuste Nachrichten vom türkischen Reiche», 1788; и др.). Шульц составил несколько сборников по различным отраслям знаний, как-то: «Handbuch der allgemeinen Weltgeschichte für Ungelehrte» (1784), «Handbuch der Erdbeschreibung für Ungelehrte» (1785), «Encyklopädischer Almanach für Geschichte, Geographie, Natur und Alterthums-Kunde» (1786) и «Encyklopädie für Ungelehrte» (1786).
В 1789 году Фридрих Иоахим Христофор Шульц находился в Париже, где стал свидетелем событий великой французской революции и впоследствии описал их в своей «Geschichte der grossen Revolution in Frankreich» (1789 год). Труд этот, интересный как свидетельство современника и очевидца, отличается к тому же полным беспристрастием, точно так же, как и стоящее в связи с ним сочинение «Ueber Paris und die Pariser» (1791), представляющее наглядную картину нравов Франции конца XVIII века.
В 1790 году Фридрих Шульц вернулся в Веймар и здесь, по рекомендации герцогини Курляндской Доротеи, получил приглашение последовать в Курляндию профессором истории в Митавскую академическую гимназию. В Митаве Шульц вскоре приобрёл доверие и расположение местных бюргеров и в качестве депутата от Курляндии послан был на сейм в Варшаву. Ревностно отстаивая здесь интересы бюргерства, Шульц восстановил против себя высшее дворянство, которое сделало даже попытку оклеветать его в глазах правительства, обвиняя в якобинстве, но тщетно.
Пошатнувшееся здоровье Шульца вынудило его в мае 1793 года предпринять путешествие по Европе: он побывал в Италии, Вене, Берлине, Йене, Веймаре и Киссингене и летом 1795 года вернулся в Митаву. Поездка, однако, не принесла желанных результатов; здоровье его всё ухудшалось, упадок сил увеличивался, и постепенно болезнь из физической перешла в душевную. Шульц становился одержим был страхом преследования, потерял способность различать время и место где находится.
Умер 27 сентября (8 октября) 1798 года в Митаве.
По словам его современников и друзей, Шульц был человек в высшей степени даровитый, почти самоучкой прекрасно образованный, очень находчивый и остроумный, с добрым и впечатлительным сердцем. О литературных заслугах Шульца современная ему критика была очень высокого мнения; лестно отзывался о его даровании и сам А. В. Шлегель. К многочисленным трудам последнего десятилетия его жизни относятся, кроме большого числа мелких журнальных статей и критических очерков, и несколько более крупных произведений. Полный перечень литературных трудов Шульца, составленный самим автором под конец его жизни, заключает в себе 84 названия. Многие из его романов впоследствии были переведены на французский, английский, датский и на другие европейские языки.